# 樂文祥
樂文祥（？—？）本籍江西。樂文祥於1877年（光緒3年）奉旨接替郝富有，於台灣地區擔任台灣北路協副將。而隸屬台灣鎮之下的此官職是台灣清治時期中的這階段，台南以北之台灣中南部及北部的駐地最高武官將領。同年，因「玩視補務」遭清廷摘頂戴，1879年回覆。